# Bisdom Malindi
Het bisdom Malindi (Latijn: Dioecesis Malindiensis) is een rooms-katholiek bisdom met als zetel Malindi, in Kenia. Het bisdom is suffragaan aan het aartsbisdom Mombasa. 

## Geschiedenis
Het bisdom werd opgericht op 2 juni 2000, uit delen van het bisdom Garissa en het aartsbisdom Mombasa.

## Parochies
Het bisdom had in 2021 een oppervlakte van 33.254 km2 en telde 614.280 inwoners waarvan 6,5% rooms-katholiek was.

## Bisschoppen
- Francis Baldacchino (2 juni 2000 - 9 oktober 2009)
- Emanuel Barbara (9 juli 2011 - 5 januari 2018)
- Willybard Kitogho Lagho (28 december 2020 - heden)